# Béla Bartók
Béla Viktor János Bartók (Nagyszentmiklós, Imperio austrohúngaro, 25 de marzo de 1881-Nueva York, 26 de septiembre de 1945), conocido como Béla Bartók (en húngaro, Bartók Béla), fue un músico húngaro que destacó como compositor, pianista e investigador de música folclórica de la Europa oriental. Se le considera uno de los mayores compositores del siglo XX. Fue uno de los fundadores de la etnomusicología, basada en las relaciones que unen la etnología y la musicología.

## Biografía

### Infancia y primeros años (1881-98)
Béla Bartók nació en 1881 en Nagyszentmiklós, en el Banato austrohúngaro, una región situada en la confluencia de las culturas húngara, rumana y serbia, foco tradicional de oposición al dominio de la Casa de Habsburgo y más tarde al régimen de Miklós Horthy. Su padre era director de una escuela agrícola y su madre, Paulina (Paulina Voit de soltera), era maestra. Esta empezó a enseñarle a tocar el piano cuando tenía cinco años. Su talento musical fue muy notable desde temprana edad. Según su madre, era capaz de distinguir diferentes ritmos en las danzas que ella tocaba al piano antes de haber aprendido a hablar correctamente. Con tan solo cuatro años tocaba 40 piezas al piano.
En 1888, después de la muerte de su padre (al que Béla admiraba mucho), su madre se llevó junto con su hermana Erzsébet, a vivir a Nagyszőlős (Vinogradiv ahora en Ucrania), donde daba clases de piano. Béla empezó a componer con nueve años en esta ciudad.

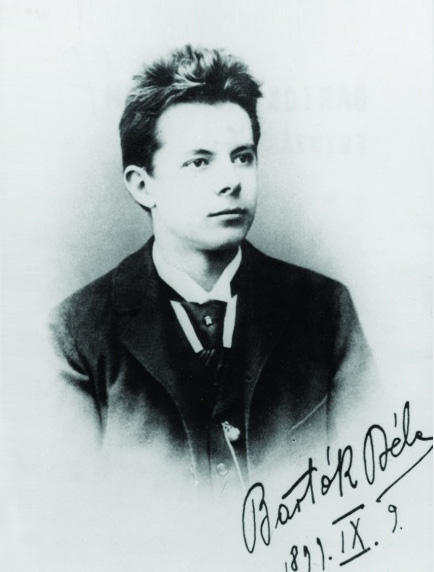
Bartók con 18 años

A los once, dio su primer concierto, el allegro de la sonata Waldstein de Beethoven y una de sus primeras composiciones, El curso del Danubio, compuesta dos años antes. La familia se trasladó a Pozsony (Presburgo en alemán y la actual Bratislava, capital de Eslovaquia), donde László Erkel le acogió como pupilo y le enseñó armonía y piano. Allí conoció también al compositor y pianista Ernő Dohnányi.

### Inicios de la carrera musical (1899-1908)
Con diecisiete años, siguió a Ernő Dohnányi a Budapest para ingresar en la Academia de Música. Allí, de 1899 a 1903, estudió piano con István Thoman y composición con János Koessler y conoció a Zoltán Kodály con el que emprendió una recopilación de la música folclórica húngara. En 1903 ya había compuesto un extenso poema sinfónico, Kossuth, en honor al héroe de la revolución húngara de 1848, Lajos Kossuth. 
La música de Richard Strauss, a quien conoció en 1902 en el estreno de Also sprach Zarathustra en Budapest, fue una gran influencia en sus primeros trabajos. Cuando visitó un complejo de vacaciones en el verano de 1904, Bartók oyó a una joven niñera, Lidi Dósa de Kibéd (Transilvania), cantar canciones folclóricas a los niños que cuidaba. Este fue el origen de su dedicación a la música folclore.
Desde 1907, el compositor francés Claude Debussy, cuyas composiciones le enseñó Kodály a su regreso de París, comenzó también a ser una gran influencia para él. Los trabajos orquestales de Bartók seguían siendo del estilo de Johannes Brahms y Richard Strauss, pero escribió varias pequeñas piezas para piano que ya mostraban su creciente interés por la música folclórica. La primera pieza que mostró claramente elementos del folclore es el Cuarteto de Cuerda No. 1 en La menor (1908). En este mismo año, comenzó a dar clases de piano en la Academia de Música de Budapest, lo que le permitió trabajar en Hungría y dejar su gira por Europa como pianista. Entre sus estudiantes más notables se encuentran Fritz Reiner, Sir Georg Solti, György Sándor, Ernő Balogh y Lili Kraus. Después de que se mudara a Estados Unidos, dio clases a Jack Beeson y a Violet Archer. 
En 1908, en sintonía con el auge de los movimientos nacionalistas, él y Kodály viajaron a las zonas rurales de Hungría y Rumanía para recoger e investigar la música tradicional y las canciones folclóricas magiares. Estas investigaciones les llevaron a sorprendentes descubrimientos como que la música magiar se había catalogado anteriormente como música zíngara, un ejemplo de ello son las famosas Rapsodias Húngaras para piano de Franz Liszt, que se había basado para componerlas en canciones populares tocadas por bandas romaníes de la época. Sin embargo, ellos descubrieron que estas antiguas melodías húngaras se basaban escalas pentatónicas similares a las de la tradición asiática, como las de Asia Central, Anatolia o Siberia.
Bartók y Kodály incorporaron rápidamente los elementos de la música popular magiar a sus composiciones, citando frecuentemente melodías y componiendo piezas que provenían directamente de canciones originales. Un ejemplo son los dos volúmenes titulados Para Niños para piano sólo, que contienen ochenta canciones a las que se añadió un acompañamiento. Su estilo de composición es una síntesis de la música folclórica, clásica y moderna. Su sentido melódico y armónico estaba profundamente influenciado por la música tradicional húngara, rumana y de otros países. Le gustaba especialmente la asimetría rítmica de las danzas, así como de las armonías punzantes de la música búlgara. La mayoría de sus primeras composiciones son una mezcla de elementos del Nacionalismo y el tardo Romanticismo.
En esta época Bartók se alejó de la religión para adoptar un ateísmo profundo y sereno, según sus propias palabras expresadas en una carta de 1907 a Stefi Geyer, uno de sus primeros amores. Su ateísmo se mantuvo hasta 1916, año en el que anunció públicamente su conversión al unitarismo.

### Etapa media

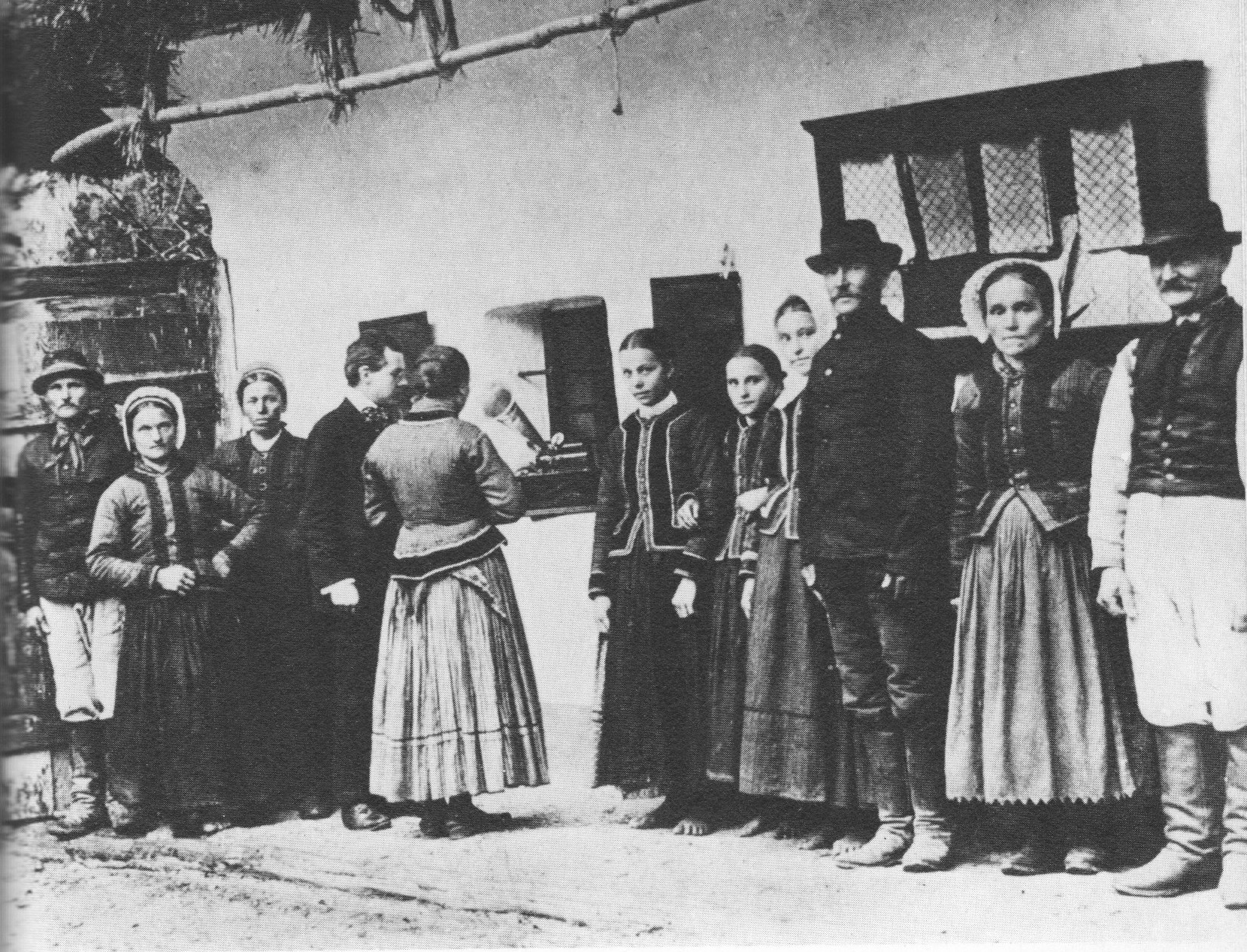
Bartók grabando con un fonógrafo a campesinos cantando canciones populares, en 1908.

De 1907 a 1934, Bartók enseñó piano en la Real Academia de Budapest. En 1907, escribió Tres canciones populares húngaras y el año siguiente, su Cuarteto para cuerdas nº 1. En 1909, se casó con Márta Ziegler, su alumna de 16 años. Su hijo Béla nació en 1910.
En 1911, escribió la que fue su única ópera, El castillo de Barba Azul, que entró a concurso para el premio de la Comisión para las Bellas Artes Húngaras, pero le dijeron que no era adecuada para la escena. La ópera no se estrenó hasta 1918, con la condición del gobierno de que borrara del programa el nombre del libretista, Béla Balázs, debido a sus ideas políticas. Bartók se negó. Apasionado por su país, nunca se sintió muy contento con las instituciones políticas de Hungría de su tiempo.
Continuó recogiendo música folclórica en la Europa Central, los Balcanes y Turquía para estudiarla y clasificarla. Cuando comenzó la Primera Guerra Mundial tuvo que detener estas expediciones y regresó a la composición.
Durante la Primera Guerra Mundial, escribió los ballets El príncipe de madera y El mandarín maravilloso, seguidos por dos sonatas para violín y piano, que son armónica y estructuralmente de sus piezas más complejas. Escribió su segundo cuarteto de cuerdas en 1917.
Se divorció de Márta en 1923 y se casó con la entonces estudiante de piano Ditta Pásztory, con la que realizó una gira por Europa interpretando conciertos para dos pianos. Su segundo hijo, Péter, nació en 1924. Para las lecciones de música de Péter comenzó a componer una colección de seis volúmenes de piezas de piano graduadas, Mikrokosmos, Sz.107.
En 1927-1928 compuso el Tercero y el Cuarto cuarteto de cuerdas, considerados como unos de los cuartetos más importantes de la música clásica. En el Quinto Cuarteto de 1934, volvió a un lenguaje armónico más simplificado y a un estilo más tradicional. Escribió su sexto y último cuarteto en 1939.
En marzo de 1927, visitó Barcelona e interpretó la Rapsodia para piano Sz.26 con la Orquesta Pau Casals en el Gran Teatro del Liceo. Durante la misma estancia, asistió a un concierto de la Cobla Barcelona en el Palacio de la Música Catalana. Según el crítico Joan Llongueras, le interesaron mucho las sardanas y los instrumentos tradicionales de la cobla.

### Segunda Guerra Mundial
En 1935, la carrera de Bartók se había asentado hasta el punto de que pudo dejar de dar clases de piano. En 1936 compuso una de sus obras emblemáticas por encargo de Paul Sacher, director de la Orquesta de Cámara de Basilea, Música para cuerda, percusión y celesta. La obra fue interpretada el 21 de enero de 1937, dirigida por Paul Sacher. Tiempo después el auge del fascismo y del nazismo en Hungría, y la Segunda Guerra Mundial, conmocionaron su vida.
Bartók no se comprometió nunca con ningún régimen fascista. Nunca se adhirió oficialmente al régimen de Miklós Horthy, que integró a Hungría dentro de la esfera de influencia fascista, y hasta cambió de editor cuando este se afilió al nazismo, se negó a que sus obras fueran tocadas en conciertos nazis y pidió más bien que participaran en la exposición sobre la música llamada "degenerada" auspiciada por el Tercer Reich en Düsseldorf. Después del inicio de la Segunda Guerra Mundial en 1939 y con la situación política de Hungría empeorando a medida que el gobierno de Horthy se acercaba más a la Alemania nazi, Bartók empezó a pensar cada vez más seriamente en dejar su patria. Compuso entonces Contrastes, uno de sus últimos éxitos. Envió sus manuscritos fuera de Hungría y tras el fallecimiento de su madre, se mudó a los Estados Unidos con Ditta en agosto de 1940, por vía marítima desde Portugal. Su hijo Péter Bartók se les unió en 1942 para después alistarse en la Marina de los Estados Unidos.
Bartók estuvo profundamente afectado por este exilio. De hecho nunca se sintió por completo a gusto en los Estados Unidos y encontró muy difícil escribir allí, mientras que Ditta no pudo dominar el idioma inglés a diferencia de Bartók. Este fue bien recibido en un principio por el mundillo musical estadounidense, pero rechazó un puesto de profesor de composición en la Curtis University aunque sí aceptó ser investido doctor honoris causa por la universidad de Columbia, lo cual le permitió seguir transcribiendo y clasificando música gracias a una beca de investigación. A pesar de ser un renombrado etno-musicólogo y pianista, no era conocido como compositor y había poco interés en su música. Tocaba en conciertos con Ditta, pero los conciertos fueron cada vez más escasos y la crítica lo trató con severidad. La casa Baldwin recuperó uno de los dos pianos que le había prestado, por lo que ya no pudo tocar a dúo con su mujer. Bartók era orgulloso e intransigente y rechazó una vez más volver a dar clases a pesar de que su situación económica iba empeorando y su principal ingreso eran las regalías por sus composiciones. En esa época, se manifestaron los primeros síntomas de una leucemia.

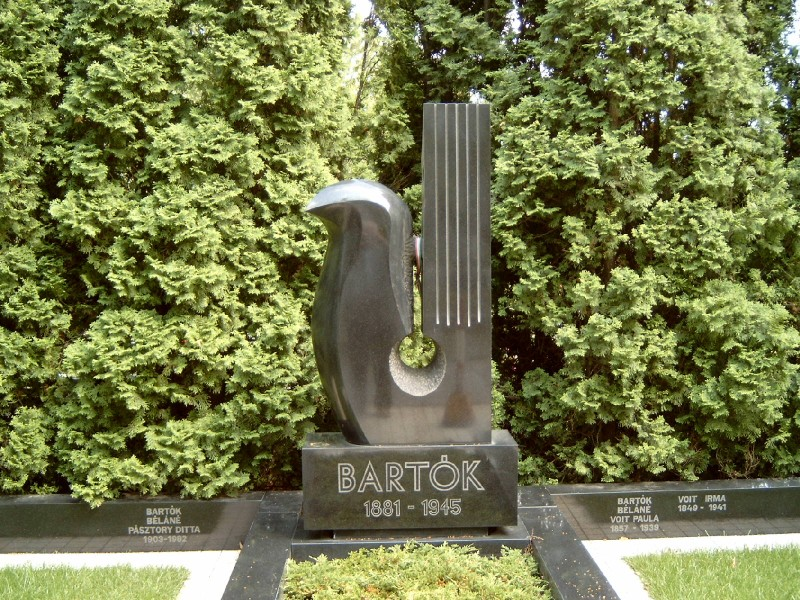
Tumba de Bartók en Budapest

A principios de 1943, dio su último concierto como intérprete. Su estado de salud seguía degradándose y poco a poco los músicos norteamericanos intentaron ayudarle económicamente aunque él se negaba a recibir limosnas y solo quería componer, viviendo austeramente, aunque no en la miseria. Unos últimos encargos le hicieron entonces recobrar confianza: el Cuarteto para Cuerdas n° 6, junto con el Concierto para Orquesta, el trabajo más popular de Bartók, que le comisionó Serge Koussevitzki y que alivió su situación financiera. Parece que esto renovó su interés en la composición y comenzó a escribir su Concierto para Piano n° 3 y su Concierto para Viola. Otro ilustre músico, Yehudi Menuhin, le encargó la Sonata para violín solo.
Tras la liberación de Hungría al término de la guerra, las nuevas autoridades húngaras le ofrecieron ser diputado, puesto que Bartók aceptó sabiendo que probablemente no podría asumirlo. En septiembre de 1945, Béla Bartók murió en Nueva York de leucemia, a los sesenta y cuatro años. A su muerte, dejó el Concierto para Viola inconcluso, que fue completado por su alumno Tibor Serly.
Fue enterrado en el Cementerio Ferncliff de Hartsdale de Nueva York, pero en julio de 1988, sus restos fueron trasladados a Budapest a petición de sus hijos, Béla y Peter, donde tuvo un funeral de Estado. Ditta, su viuda, volvió a Hungría en 1946 y allí falleció en 1979, divulgando el legado musical de su fallecido y ya célebre esposo.

## Sistema compositivo
Bartók nunca habló de su técnica compositiva, sino que fue el musicólogo húngaro Ernő Lendvai quien dedicó gran parte de su vida a descubrir las bases de este sistema. Según Lendvai, la música de Bartók está basada en gran parte en sus investigaciones con el folclore, en especial del húngaro y podría dividirse en dos grandes bloques distintos en cuanto a concepción pero complementarios entre sí, llegando a alternarse incluso en una misma obra en distintas secciones. Son el Sistema diatónico, basado en la música folklórica, sus modos y ritmos, en la escala acústica y en otros procedimientos y el Sistema cromático, influido también por el folclore y que se basa por un lado en el Sistema axial y por otro en la Proporción áurea.

### 
Cada función tiene dos ejes, eje principal y eje secundario. A su vez cada eje tiene dos extremos, polo y antípoda.
Aunque el parentesco entre un polo y su antípoda es menos cercano que con los puntos vecinos, cada polo puede ser sustituido por su antípoda, realizando la misma función. Por tanto, se mantienen las funciones tradicionales de I, IV y V. Una sucesión MI-LA-RE-SOL-DO-FA, en Bartók puede ser MI-LA-LAb-REb-DO-FA.

### La proporción áurea
El método de Bartók, en su construcción formal, está estrechamente ligado a las leyes del Número Áureo. Este constituye un elemento formal que es, al menos, tan significativo en la música de Bartók, como la cuadratura en el periodo clásico.
La división áurea puede considerarse que sigue uno o dos cursos posibles, según aparezca primero la sección más larga o la más corta. Se llama sección positiva a la sección larga. La otra posibilidad será la sección negativa, la sección corta seguida de la larga. Un estudio analítico de varias obras de Bartók permite llegar a la conclusión de que la sección positiva va acompañada de intensificación, ascenso dinámico o concentración de material, mientras que la sección negativa de descenso y apaciguamiento.
El estudio de estas proporciones conduce inmediatamente a la cuestión del uso que hacía Bartók de acordes, escalas e intervalos. Su sistema cromático se basa en las leyes de la proporción áurea y especialmente en la serie numérica de Fibonacci.
Calculado en semitonos:
1 representa la segunda menor, 2 representa la segunda mayor, 3 representa la tercera menor, 5 representa la cuarta justa, 8 representa la sexta menor, 13 representa la octava aumentada.
Se menciona ahora un grupo frecuentemente recurrente de escalas del tipo áureo, las cuales representan estructuralmente intervalos de 1:5, 1:3 y 1:2. La relación de la proporción áurea entre estas tres fórmulas es resultante de la proporción 5:3:2. Cada una de ellas surge de la repetición periódica de los intervalos 1:5, 1:3 y 1:2. Su estructura es, por tanto, así:
- Modelo 1:5 alternando segundas menores y cuartas justas, por ejemplo, Do-Do#-Fa#-Sol-Do…
- Modelo 1:3 alternando segundas menores y terceras menores, Do-Do#-Mi-Fa-Sol#-La-Do…
- Modelo 1:2 alternando segundas menores y mayores, Do-Do#-Mib-Mi-Fa#-Sol-La-Sib-Do…

De todas estas escalas, la más importante es el Modelo 1:2, ya que representa realmente el grupo de escalas de los ejes de tónica y dominante:

## Obras selectas

### Música orquestal
- Conciertos para piano:
  - Concierto para piano n.º 1 (1926)
  - Concierto para piano n.º 2 (1931)
  - Concierto para piano n.º 3 (1945)
- Conciertos para violín:
  - Concierto para violín n.º 1 (1908)
  - Concierto para violín n.º 2 (1938)
- Concierto para orquesta (1943)
- Concierto para viola (1945)
- Dos rapsodias para violín y orquesta

### Música coral
- Cantata Profana (1930)
- De tiempos antiguos (1935)

### Música de cámara
- Música para cuerda, percusión y celesta (1936)
- Sonata para dos pianos y percusión (1937)
- Contrastes, para clarinete, violín y piano (1938)
- Seis cuartetos de cuerdas
- Tres sonatas para violín
- 44 dúos para dos violines

### Piano
- Allegro bárbaro (1912)
- Sonatina (1915)
- Danzas folklóricas rumanas (1915)
- Tres estudios para piano (1918)
- Al aire libre (1926)
- Sonata (1926)
- Mikrokosmos (1939)

### Música escénica
- El castillo de Barbazul, ópera (1911)
- El príncipe de madera, ballet (1917)
- El mandarín maravilloso, ballet (1924)